# Stine Hovland
Stine Hovland, née le 31 janvier 1991, est une footballeuse internationale norvégienne évoluant au poste de défenseur. Son frère, Even Hovland, fait partie de l'équipe nationale de Norvège.

## Biographie

### Parcours en équipe nationale
Stine Hovland reçoit sa première sélection en équipe nationale A le 11 novembre 2018 face au Japon. Elle n'a pourtant jamais joué avec les équipes de jeunes.
Le 2 mai 2019, elle est appelée pour disputer la Coupe du monde 2019 organisée en France.